# Frauenmedienladen Hamburg
Der Frauenmedienladen Hamburg, auch Frauenmedienladen Bildwechsel, bestand von 1979 bis 1986 als feministisches Medienzentrum. Er gehört zur feministischen Medienkulturgeschichte Hamburgs und zählt zu den bedeutendsten deutschen Projekten feministischer Medienarbeit und des Videoaktivismus der 1970er Jahre. Im Fokus stand die Arbeit mit dem damals neuen Medium Video, ergänzt durch Fotografie und Grafik. Zugleich diente der Frauenmedienladen als Veranstaltungsort für Filme, Ausstellungen, Workshops und Seminare.

## Geschichte
Der Frauenmedienladen Hamburg war in den 1970er- und 1980er-Jahren ein lebendiger Ort feministischer Medienkultur und Medienarbeit. Monatlich veröffentlichte das Team Programmhefte, die Workshops, Filmvorführungen, Diskussionsrunden und künstlerische Projekte ankündigten. Künstlerinnen nutzten die technische Ausstattung des Ladens. So entstanden über die Jahre um die 50 bis 60 Filme – von experimentellen Werken bis zu Dokumentarfilmen. Die Veranstaltungen fanden in einem Ladenlokal in Hamburg-St. Georg statt und umfassten Foto-, Video-, Grafik- und Druckarbeiten. Fotokurse, Videokurse und Ausstellungen ergänzten die öffentlichen Angebote. Die Gruppe organisierte zudem Kinoprogramme, die als 16mm- oder Videokino nicht nur in den eigenen Räumen, sondern auch in anderen feministischen Projekten zu sehen waren. So veranstalteten die Mitwirkenden Frauenkino im Frauenbuchladen Hamburg und auf der Hamburger Frauenwoche.
Eine der Gründerinnen, Claudia Richarz, resümierte im Jahr 2021 in einem Gespräch mit Stefanie Görtz, der Programmleiterin des Frauenfilmfestes Dortmund, die vielschichtige Motivation, die hinter der Einrichtung dieses feministischen Produktionsraumes stand: „Wir wollten selbst Filme von Frauen für Frauen machen und diese auch zugänglich machen. Wir haben Technikkurse gegeben, um Frauen die Angst vor der Technik zu nehmen. Wir haben Workshops organisiert, wir gehörten zur Hamburger Frauenbewegung. Um die Bedeutung des Frauenmedienladens als Teil der feministischen Medienkultur in Hamburg zu verstehen, muss man sich vergegenwärtigen, dass es diese Bildwelten kaum gab und nicht viel Material im Raum war. Es gab ein großes Bedürfnis, mehr über die Wirklichkeit von Frauen zu erfahren.“
Monika Treut, ebenfalls eine der Mitgründerinnen, gegenüber dem Filmkritiker Jan Künemund: „Das war eine Bewegung in den 1970ern, die hatte sich mit den ersten erschwinglichen Sony-Videogeräten entwickelt, Halbzoll, schwarzweiß, sehr primitiv. Man machte Reportagen über Ereignisse, die nicht in den Mainstream-Medien vorkamen und zeigte sie in Kneipen und an alternativen Orten. (...) Die Bewegung kam ursprünglich aus England und hat sich in Deutschland vor allem in Hamburg, Frankfurt und Berlin konkretisiert.“ Monika Treut weiter über ihre persönliche Motivation, an der Gründung des Frauenmedienladens mitzuwirken: „Ich arbeitete zuerst in einem Medienzentrum in Berlin, da hat es mir nicht so gut gefallen, weil es ein reiner Männerladen war. In Hamburg gab es damals einen Medienladen, aus dem sich eine Frauengruppe entwickelt hatte. Der habe ich mich dann angeschlossen, und wir gründeten 1979 das feministische Medienzentrum Bildwechsel.“

## Hintergrund
Anfang der 1970er Jahre entstanden in Deutschland die ersten alternativen Medienzentren, die mit Video arbeiteten und dem Videoaktivismus zuzuordnen waren. Diese Entwicklung fiel mit der Einführung der ersten tragbaren Videorekorder auf dem deutschen Markt zusammen. Diese Geräte nutzten ein ½-Zoll-Video-Format mit offenen Spulen, bekannt als Portapaks, die seit 1969 in Europa erhältlich waren. Der Hamburger Medienladen im Stadtteil St. Georg gehörte zu den ersten dieser Zentren im deutschsprachigen Raum und war eng mit der Anti-AKW-Bewegung verbunden. Der zentrale Ansatz des „alternativen Medienzentrums“ war die Nutzung von „operativem Video“, den Einsatz von Videofilmen für einen schnellen Informationsaustausch zwischen Protestgruppen und den Aufbau von Gegenöffentlichkeiten.
1979, nach fast zehn Jahren medienpolitischer Basisarbeit, geriet die Initiative des Hamburger Medienladens in eine Sinnkrise. Allein die Frauengruppe des Projekts, die aus Mitarbeiterinnen den Medienladens und Studentinnen der Hochschule für bildende Künste Hamburg bestand, erkannte eine Zukunftsperspektive und traf auf weitere interessierte Medienarbeiterinnen. In der Folge wurde der Entschluss gefasst, den Frauenmedienladen zu etablieren.

## Die Produktionsgruppe
Die Gruppe, die 1979 den Frauenmedienladen Hamburg gründete, bestand aus Frauen aus Medienberufen aus ganz Deutschland. Nach Planungstreffen, Recherchereisen und einer Projektvorstellung auf der Sommeruniversität in Berlin 1977, übernahm im Juli 1979 eine neunköpfige Frauengruppe den Medienladen Hamburg und gründete darüber hinaus das Frauen-Medienzentrum und den Trägerverein Bildwechsel, Kultur- und Medienzentrum für Frauen e. V. in Hamburg.
Die meisten Gründerinnen zogen eigens zur Gründung dieses Projekts nach Hamburg. Monika Treut und Andrea van der Straeten kamen aus Marburg, Claudia Willke aus Tübingen, Claudia Richarz und Kerstin Davies aus Bochum. In den sieben Jahren ihres Bestehens erlebte die Produktionsgruppe einige Zu- und Abgänge. Zu den beteiligten Akteurinnen zählten die Münchner Fotografin und Grafikerin Monika Neuser, die Queer-Aktivistin Sabine Holm, die Regisseurin Ulrike Zimmermann, die Hamburger Fotografin Monika Hamann sowie weitere wechselnde Unterstützerinnen.
- Monika Treut
- Andrea van der Straeten
- Claudia Richarz
- Claudia Willke
- Birgit Durbahn
- Kerstin Davies
- Marion Kellner
- Angela Tiedt
- Griet Gäthke
- Doris Katharina Künster

## Filmografie (Auswahl)
- 1979: Reiseziel Frauenmedienladen, 30 Min, Doku der Reise durch Frauenprojekte in Deutschland
- 1980: Bilderbogen 25 Min, assoziative Bildfolgen zum Wandel des Medienladens
- 1980: Walpurgisnacht, 25 Min, zur Geschichte der Walpurgisnacht
- 1980: Gay-Sweat-Shop, 25 Min, über eine Londoner Frauen-Theatergruppe
- 1980: Buttergemüse, 5 Min über geschlechtsspezifische Werbung im TV. Von Claudia Richarz
- 1980: Berlinale, 60 Min in Kooperation mit dem Verband der Filmarbeiterinnen
- 1980: Unter-Rock, 45 Min über eine Frauen Rockband aus Hannover
- 1980: Space-Chaser im Sperrgebiet, 35 Min Videocollage zum Straßenstrich in St. Georg von Monika Treut und Marion Kellner
- 1980: Taxi-Fahrerinnen, 20 Min. Videoportrait zweier Berliner Taxifahrerinnen. Von Monika Treut, Marion Kellner
- 1981: Bei geschlossenen Türen, 90 Min, Theaterdokumentation der Theatergruppe Transitiv
- 1981: Ich brauche unbedingt Kommunikation, 45 Min, Das Portrait einer Ehe
- 1981: Gummistrumpf, 30 Min, Doku des Improvisationstheaters Gummistrumpf
- 1981: Fotos und Collagen von Monika Neuser, 15 Min, Dokumentation der Ausstellung der Münchener Fotografin und Grafikerin Monika Neuser
- 1983: Familienausflug 1933, Videokurzfilm von Andrea van der Straeten
- 1983: Auch den Körpern der Frauen ist nicht mehr zu trauen, 70 Min, von Andrea van der Straeten, mit Birgit Durbahn
- 1985: Staubsaugen, 7 Min, von Claudia Richarz, mit Andrea van der Straeten

## Feministische Videokollektive der 1970er und 1980er Jahre
Der Frauenmedienladen Hamburg gehörte zu einer weltweiten Bewegung, die das neue Produktionsmedium Video nutzte, um feministische Anliegen zu dokumentieren, zu verbreiten und Frauen in den Medien Gehör zu verschaffen. Künstlerinnen aus aller Welt arbeiteten zusammen und nahmen an globalen feministischen Bewegungen teil. In den 1970er Jahren agierten feministische Video- und Filmproduktionsgruppen parallel und locker vernetzt in ihren Sprachräumen. Diese Vernetzung fand bei Veranstaltungen wie dem ersten internationalen Frauenfilmseminar statt. Die Regisseurinnen Helke Sander und Claudia von Alemann initiierten dieses Seminar 1973. Der Film The Long Road to The Director’s Chair von Vibeke Loekkeberg aus dem Jahr 2025 beschreibt diese entscheidende Vernetzungsveranstaltung für Filmfrauen und Frauen in Medienberufen.

### Deutschland
- Frauenmedienladen Hamburg[14]

- MedienFrauen e.V. (Berlin) war eine Initiative zur Förderung feministischer Film- und Medienprojekte. Ziel war die Schaffung von Inhalten, die feministische Perspektiven in der öffentlichen Diskussion verankern sollten.[15]

### Frankreich
- Les Insoumuses, gegründet 1974 von Delphine Seyrig, Carole Roussopoulos und Ioana Wieder, produzierten Videos, die sich mit Themen wie Geschlechterrollen, Arbeitsbedingungen von Schauspielerinnen und feministischen Diskursen auseinandersetzten. Aus dieser Gruppe ging 1982 das Centre audiovisuel Simone-de-Beauvoir hervor. In der internationalen Ausstellungsreihe Widerständige Musen wird die Entwicklung der Produktionsgruppe analysiert.[16][17][18]
- Centre audiovisuel Simone-de-Beauvoir widmet sich der Produktion, Archivierung und Verbreitung audiovisueller Inhalte zu feministischen und geschlechterpolitischen Themen. Es beherbergt eine umfangreiche Sammlung feministischer Filme und Videos und fördert Bildungsprogramme.[19]
- Mon Oeil ist eine Video-Produktionsgruppe, die 1975 Les Prostitués de Lyon parlent, einen Videofilm über die Kirchenbesetzung französischer Sexworkerinnen herstellten und verbreiteten.[20]

### Großbritannien
- Circles – Women’s Film and Video Distribution[21][22]

### Italien
- Collettivo Femminista di Cinema[23]

### USA
- International Videoletters Network. Aktiv zwischen 1975 und 1977, war dies ein feministisches Austauschprojekt, das Frauen weltweit durch Videoverbindungen miteinander vernetzte. Ziel war die Schaffung eines globalen feministischen Diskurses und die Demokratisierung von Medienproduktion.[24]
- The Furies Collective in Washington[25]
- Women Make Movies (New York) Gegründet 1972 unterstützt die Organisation Frauen in der Filmproduktion, bieten Schulungen an. Der Filmverleih von Women Make Movies förderte die internationale Verbreitung feministischer Filme.[26]

Kanada
- Studio D  war ein 1974 gegründeter Zweig des kanadischen National Film Board und weltweit das erste ausschließlich Frauen gewidmete Filmstudio. Es produzierte zahlreiche preisgekrönte Dokumentarfilme zu feministischen Themen.[27]
- Vidéo Femmes in Québec[28]

Österreich
- Medienwerkstatt Wien[29]

## Der Verein
Der Trägerverein, Bildwechsel, Kultur- und Medienzentrum für Frauen e. V., wurde am 20. September 1979 beim Amtsgericht Hamburg eingetragen. Nachdem sich der Frauenmedienladen Hamburg im Jahr 1986 aufgelöst hatte, diente der Verein weiter als Träger für das nachfolgend aufgebaute Künstlerinnenprojekt Bildwechsel.